# 웰컴투 삼달리
《웰컴투 삼달리》는 2023년 12월 2일부터 2024년 1월 21일까지 방송된 JTBC 토일 드라마다.

## 프로그램 소개
한라산 자락 어느 개천에서 난 용 같은 삼달이 어느 날 모든 걸 잃고 곤두박질치며 추락한 뒤, 개천을 소중히 지켜온 용필과 고향의 품으로 다시 돌아와 숨을 고르는 이야기, 그리고 다시 사랑을 찾는 이야기

## 제작진

### 제작사
- MI
- SLL

### 제작
- 이정희
- 김건홍
- 황라경

### 극본
- 권혜주 : KBS 2TV 주간 시트콤 《마음의 소리》(공동 집필), KBS 2TV 금토 드라마 《고백부부》(집필), tvN 토일 드라마 《하이바이, 마마!》(집필) 집필

### 연출
- 차영훈 : KBS 1TV 일일 드라마 《하늘만큼 땅만큼》(조연출), KBS 2TV 수목 드라마 《각시탈》(공동 연출), KBS 2TV 월화 드라마 《상어》(공동 연출), KBS 2TV KBS 드라마 스페셜 《진진》(연출), KBS 2TV KBS 드라마 스페셜 《그런 사랑》(연출), KBS 2TV 수목 드라마 《조선 총잡이》(공동 연출), KBS 2TV 수목 드라마 《왕의 얼굴》(공동 연출), KBS 2TV KBS 드라마 스페셜 《귀신은 뭐하나》(연출), KBS 2TV 특집 드라마 《백희가 돌아왔다》(연출), KBS 2TV 수목 드라마 《함부로 애틋하게》(공동 연출), KBS 2TV 월화 드라마 《너도 인간이니?》(공동 연출), KBS 2TV 수목 드라마 《동백꽃 필 무렵》(연출), JTBC 토일 드라마 《기상청 사람들: 사내연애 잔혹사 편》(공동 연출) 연출
- 김형준

## 등장 인물

### 주요 인물
- 지창욱: 조용필 역 (아역: 최승훈, 송민재) - #제주기상청_꼴통예보관 #제주명물조용필 #개천지킴이 #순도100%_순정남 #독수리오형제_수장오른팔
- 신혜선: 조삼달 역 (아역: 이주연, 이설아) - #국내정상급_패션포토그래퍼 #용삼달 #개천으로_컴백홈 #조용필짝꿍_조삼달 #공포의세자매_지랄맞은애 #독수리오형제_수장 #착한아이증후군

### 삼달 가족
- 김미경: 고미자 역 - #위대한_똘셋어멍 #삼달리_해녀회장 #바당지킴이 #소싯적_조용필_골수팬. 세 자매의 엄마, 삼달리 해녀들을 이끄는 해녀 회장이다. 여장부 스타일. 판식의 아내. 하율의 외할머니.
- 서현철: 조판식 역 - #세자매_아빠 #오늘도_돌고도는_버스기사 #자나깨나_미자생각. 제주 섬에서 나고 자란 토박이, 미자의 남편. 하율의 외할아버지.
- 신동미: 조진달 역 (아역: 김아현) - #세자매_첫째 #공포의세자매_힘쎈애 #전직_승무원 #전직_재벌가며느리 #돌아온_쎈언니. '조진다'가 아니라 '조진달'! 제주 섬에서 그녀를 모르면 간첩! 대영의 전처. 하율의 이모. 판식과 미자의 첫째 딸.
- 강미나: 조해달 역 (아역: 박설하) - #세자매_막둥이 #공포의세자매_되바라진애 #아홉수모녀 #언니같은_딸있음 #미혼모_아니고_과부!. 하율의 어머니, 판식과 미자의 막내딸.
- 김도은: 차하율 역 - #엄마해달보다_언니같은딸 #아홉수_조심중 #박학다식_애어른. 막둥이 해달의 딸, 세 자매의 조카다. 인생 2회 차가 아닐까 의심되는 '애늙은이 아홉살'. 판식과 미자의 외손녀.

### 용필 가족
- 유오성: 조상태 역 - #읍사무소_민원팀_고문 #친구_같은_아빠 #부미자_밖에_모르는_바보 #로맨티스트 #상태_심은데_용필난다. 용필의 아빠이자 죽은 부미자의 남편
- 정유미: 부미자 역 - 세상을 떠난 용필의 어머니, 상태의 아내.

### 독수리 오형제
- 강영석: 부상도 역 (아역: 신재원) - #상도네명가CEO아들 #(구)삼달리_대표_흙수저 #(현)삼달리_슈퍼리치 #졸부금수저 #첫사랑삼달 #지고지순_짝사랑남 #독수리오형제_자금줄

독수리 오형제에서 '졸부'를 맡고 있다
- 이재원: 왕경태 역 (아역: 김테이) - #제주기상청_경비 #꿈은_사장님되기 #현실은_편의점사장_아들겸알바 #38년째_모태솔로 #눈치제로 #투머치토커 #독수리오형제_아지트담당

제주기상청 경비 겸 엄마가 운영하는 럭키편의점 알바생으로 독수리 오형제 중 '투머치토커'로 활약 중이다
- 배명진: 차은우 역 (아역: 김민준) - #제주기상청_관측담당 #독수리오형제_유일무이_유부남 #내가_찐차은우! #내꿈은_만화가

제주 기상청의 관측관이자 독수리 오형제에서 '유일한 유부남'을 맡고 있다

### 세자매 주변 인물
- 양경원: 전대영 역 - #첫사랑진달과_이혼 #리얼_올드머니 #진달명령어_100% 수행 #모자라지만_착함. 진달의 전남편이자 뼛속부터 재벌 금수저, AS그룹의 대표다.
- 강길우: 고철종 역 - AS그룹 전대영의 수행비서
- 김민철: 공지찬 역 - #29살에_대표 #돌고래_아빠 #내사랑_남춘이 #프로1인시위러. 제주남방큰돌고래 보호단체 <돌핀 센터> 대표다

### 삼달리 사람들
- 백현주: 오금술 역 - #삼달리_해녀 #왕경태_엄마 #럭키편의점_CEO #웬수같은_남편아들놈. 독수리오형제 왕경태의 엄마로 삼달리 럭키편의점 CEO 겸 해녀다
- 김미화: 양부자 역 - #삼달리_해녀 #차은우_엄마 #물속에선_날렵함. 독수리 오형제 차은우의 엄마로 삼달리 해녀다
- 윤진성: 전혜자 역 - #삼달리_해녀 #부상도_엄마 #상도네명가_VEO #대박집_사장님. 독수리 오형제 부상도의 엄마로 상도네명가 CEO 겸 해녀다
- 김자영: 양금옥 역 - 부미자의 어머니 / 용필의 외할머니. 조용필의 외가, 부미자의 엄마다. 상태의 장모. 대춘의 아내.
- 유순웅: 부대춘 역 - 부미자의 아버지 / 용필의 외할아버지. 조용필의 외가, 부미자의 아빠다. 금옥의 남편. 상태의 장인.
- 김학선: 부대성 역 - 부상도의 아버지
- 변종수: 왕성구 역 - 왕경태의 아버지
- 유승일: 차만덕 역 - 차은우의 아버지
- 스잘: 김만수 역 - 삼달리 럭키편의점 알바생

### 기상청 사람들
- 이태형: 한석규 역 - 제주 기상청 예보과 과장
- 김현목: 강백호 역 - 제주 기상청 예보과 예보관

### 육지 사람들
- 조윤서: 방은주 역 - #조은혜_따라쟁이 #프로퇴사러 #뒤통수치기전문. 4년차 조은혜의 퍼스트 어시스턴트
- 한은성: 천충기 역 - #찌질한_바람둥이 #사랑이_죄는_아니잖아. 삼달의 전 남자친구이자 매거진X 편집자다
- 김아영: 고은비 역 - #3MOON스튜디오_최장수어시 #조은혜_충성심_만렙 #방은주_가만안둬. 3년차 조은혜의 세컨드 어시스턴트
- 이도혜 : 양지은 역 - #1년차_햇병아리_어시 #내꿈은_조은혜!. 1년차 조은혜의 막내 어시스턴트
- 황세온: 모델 역

### 기타 인물
- 미상: AS그룹 전 대표 역
- 김대곤: 안강현 기자 역
- 미상: 서희주 역
- 미상: 동료 직원 역
- 미상: 의사 역
- 미상: 은주의 엄마 역
- 미상: 기자 역
- 미상: 기상청 담당자 역
- 미상: 마케팅 과장 역

### 특별 출연
- 故 송해 (1회)
- 이병준 (15회)
- 김태희 (16회)

## 시청률
최저 시청률과 최고 시청률은 시청률 조사회사와 지역별로 시청률에 차이가 있을 수 있습니다.
| 2023년 | 2023년    | 2023년                            | 2023년         | 2023년       | 2023년 |
| 회차   | 방송일    | 부제 (서브 타이틀)                | AGB 시청률     | AGB 시청률   |        |
| 회차   | 방송일    | 부제 (서브 타이틀)                | 대한민국(전국) | 서울(수도권) |        |
| ------ | --------- | --------------------------------- | -------------- | ------------ | ------ |
| 제1회  | 12월 2일  | 용의 눈물                         | 5.193%         | 5.283%       |        |
| 제2회  | 12월 3일  | 짝꿍의 역사                       | 5.276%         | 5.552%       |        |
| 제3회  | 12월 9일  | 젊음의 꿈을 찾던, 우린            | 5.324%         | 6.329%       |        |
| 제4회  | 12월 10일 | 그 시절 내가 사랑했던 도른자      | 6.509%         | 7.255%       |        |
| 제5회  | 12월 16일 | I see you                         | 6.689%         | 6.528%       |        |
| 제6회  | 12월 17일 | 조용필의 '꿈'                     | 8.295%         | 9.2%         |        |
| 제7회  | 12월 23일 | 이별은 늘 양면이다                | 6.382%         | 6.6%         |        |
| 제8회  | 12월 24일 | 고사리 장마                       | 7.913%         | 7.9%         |        |
| 제9회  | 12월 30일 | 두 미자 이야기                    | 8.109%         | 8.8%         |        |
| 제10회 | 12월 31일 | 우리가 예측하지 못한 변수들       | 8.227%         | 8.7%         |        |
| 2024년 |           |                                   |                |              |        |
| 제11회 | 1월 6일   | 빛나는 사람의 등 뒤엔 어둠이 있다 | 7.282%         | 8.037%       |        |
| 제12회 | 1월 7일   | 개천은 '용'의 구역                | 9.788%         | 10.597%      |        |
| 제13회 | 1월 13일  | 그놈의 짝사랑                     | 9.324%         | 10.389%      |        |
| 제14회 | 1월 14일  | 그대 눈물이 마를 때               | 10.068%        | 10.790%      |        |
| 제15회 | 1월 20일  | 개천에 용을 만든 사람들           | 10.365%        | 10.919%      |        |
| 제16회 | 1월 21일  | Welcome to Samdal-ri (최종회)     | 12.399%        | 13.081%      |        |

## 수상 목록
- 2024년 제10회 에이판 스타 어워즈 여자 신인상 (강미나)
- 2024년 제10회 에이판 스타 어워즈 남자 연기상 (서현철)
- 2024년 제10회 에이판 스타 어워즈 중편드라마 부문 남자 최우수연기상 (지창욱)

## 참고 사항
- 서현철, 지창욱은 뮤지컬 《그날들》 이후 다시 재회하여 캐스팅되었다.